# Diòcesi de Laghouat
La diòcesi de Laghouat (llatí: Dioecesis Laghuatensis) és un bisbat de l'església catòlica creada el 14 de setembre de 1955 pel papa Pius XII. La seva seu és a Laghouat i abans del 1955 era a Ghardaïa. És una de les quatre diòcesis d'Algèria i està subjecte directament a la Santa Seu.
El 19 de juliol de 1901 es va crear la prefectura apostòlica de Ghardaïa separada del vicariat apostòlic del Sàhara i Sudan a Mali, que el 10 de gener de 1921 va agafar el nom de "Ghardaïa al Sàhara"; el 28 d'abril de 1942 va perdre part del seu territori quan fou erigida la prefectura apostòlica de Niamey (després arxidiòcesi). Passà a ser un vicariat apostòlic el 10 de juny de 1948. Va esdevenir diòcesi episcopal el 14 de setembre de 1955.
El seu territori és el més gran del món per una diòcesi catòlica. Inclou les poblacions de Djelfa, Ghardaïa i Tamanrasset amb tot el Sàhara al sud d'Algèria (2.170.000 km²); només menys de 2000 cristians viuen a la diòcesi entre una població de quatre milions de persones.

## Bisbes
- Charles Guérin (1901 - 1910)
- Henry Bardou (1911 - 1916)
- Louis David (1916 - 1919)
- Gustave-Jean-Marie Nouet (1919 - 1941)
- Georges-Louis Mercier (1941 - 1968)
- Jean-Marie Michel Arthur Alix Zacharie Raimbaud (1968 - 1989)
- Michel-Joseph-Gérard Gagnon (1991 - 2004)
- Claude Jean Narcisse Rault (2004 -)

## Estadístiques
A finals del 2014, la diòcesi tenia 1.200 batejats sobre una població de 4.324.000 persones, equivalent al 0,0% del total.
| any  | població | població  | població | sacerdots | sacerdots       | sacerdots       | sacerdots             | diaques | religiosos | religiosos | parròquies |
| ---- | -------- | --------- | -------- | --------- | --------------- | --------------- | --------------------- | ------- | ---------- | ---------- | ---------- |
| any  | batejats | total     | %        | total     | clergat secular | clergat regular | batejats por sacerdot | diaques | homes      | dones      |            |
| 1950 | 12.241   | 963.477   | 1,3      | 48        |                 | 48              | 255                   |         | 3          | 129        | 12         |
| 1970 | 2.837    | 1.053.319 | 0,3      | 54        | 2               | 52              | 52                    |         | 60         | 124        | 4          |
| 1980 | 2.540    | 1.702.540 | 0,1      | 26        |                 | 26              | 97                    |         | 33         | 93         | 10         |
| 1990 | 140      | 2.686.627 | 0,0      | 28        | 2               | 26              | 5                     |         | 32         | 59         | 10         |
| 1998 | 800      | 3.583.400 | 0,0      | 17        |                 | 17              | 47                    |         | 24         | 35         | 10         |
| 2001 | 1.500    | 3.726.736 | 0,0      | 16        |                 | 16              | 93                    |         | 23         | 39         | 10         |
| 2002 | 2.000    | 3.782.635 | 0,1      | 19        | 1               | 18              | 105                   |         | 27         | 35         | 11         |
| 2003 | 2.000    | 3.883.035 | 0,1      | 15        | 1               | 14              | 133                   |         | 22         | 37         | 10         |
| 2004 | 2.000    | 3.883.035 | 0,1      | 16        | 1               | 15              | 125                   |         | 24         | 37         | 10         |
| 2007 | 1.000    | 3.950.000 | 0,0      | 17        |                 | 17              | 58                    |         | 23         | 36         | 11         |
| 2010 | 1.200    | 4.076.000 | 0,0      | 15        | 3               | 12              | 80                    |         | 22         | 38         | 12         |
| 2013 | 1.200    | 4.324.000 | 0,0      | 14        | 3               | 11              | 85                    |         | 16         | 32         | 11         |